# Henry Loftus (1er comte d'Ely)
Henry Loftus (18 novembre 1709 - 8 mai 1783), connu sous le nom de Henry Loftus, 4e vicomte Loftus de 1769 à 1771, puis comte d'Ely est un pair anglo-irlandais et un homme politique. 

## Biographie
Il est le fils cadet de Nicholas Loftus (1er vicomte Loftus) et Anne Ponsonby, fille de William Ponsonby (1er vicomte Duncannon). Son frère aîné est Nicholas Hume-Loftus, 1er comte d'Ely de la première création. 
Il est haut shérif de Wexford en 1744 et, entre 1747 et 1768, représente Bannow à la Chambre des communes irlandaise. Par la suite, il siège pour le comté de Wexford jusqu'en 1769, date à laquelle il succède à son neveu Nicholas Hume-Loftus, 2e comte d'Ely, en tant que vicomte Loftus. Il est créé comte d'Ely (deuxième création) en 1771 et est nommé chevalier fondateur de l'ordre de Saint-Patrick le 11 mars 1783. 
Il épouse en 1745 Frances Monroe, fille de Henry Monroe de Roe's Hall, comté de Down. Frances est une figure éminente de la société de Dublin qui exerce une certaine influence politique et est un personnage beaucoup plus fort que son mari plutôt effacé, qu'elle semble avoir dominé complètement. Elle est décédée en 1774. 
Il y a un portrait du couple, avec les nièces de Lady Ely, Dorothea (Dolly) et Frances Monroe, les filles de son frère Henry Monroe de Roe's Hall, par la célèbre peintre suisse Angelica Kauffmann, qui visite l'Irlande en 1771. Dolly Monroe est l'une des plus grandes beautés de l'époque, avec des admirateurs comme Henry Grattan et Oliver Goldsmith. Elle épouse l'homme politique William Richardson et est décédée sans descendance en 1793. Sa sœur Frances épouse Henry Read. 
Henry se remarie avec Anne Bonfoy, fille du capitaine Henry Bonfoy et Anne Eliot, et sœur d'Edward Craggs-Eliot (1er baron Eliot). Il n'a pas d'enfants et à sa mort ses domaines sont passés à son neveu Charles Loftus (1er marquis d'Ely), le fils de sa sœur Elizabeth et John Tottenham, 1er baronnet. Sa veuve est décédée en 1821, après avoir survécu à sa mère, qui a vécu jusqu'à 97 ans, de seulement 5 ans. 